# نویدناو
شهر نویدناو (به آلمانی: Neudenau) در ایالت بادن-وورتمبرگ در کشور آلمان واقع شده‌است.